# 新免貞弘
新免 貞弘（しんめん さだひろ）は、戦国時代から江戸時代初期にかけての武将。美作国吉野郡下町村の竹山城を本拠地とする国人・新免氏の一族。父は新免貞重。兄の新免宗貞やその子である新免宗貫に仕える。

## 生涯
天文11年（1542年）、美作国吉野郡下町村の竹山城を本拠地とする国人である新免貞重の次男として生まれ、兄の新免宗貞とその子である新免宗貫の2代に仕えた。
永禄年間、美作国吉野郡倉敷を本拠地とする国人・江見秀俊との数刻にわたる合戦において、江見秀俊を討ち取った。4月8日に兄・宗貞は貞弘の武功を賞して感状を発給して恩賞を与えることを約束し、6月10日に大野東分を加増分として貞弘に与えている。
慶長5年（1600年）9月15日の関ヶ原の戦いにおいて、新免宗貫が宇喜多秀家に従っていたが敗れ、新免氏は所領を全て失うこととなった。新免宗貫は一族である新免無二斎が仕えていた縁を頼ってか黒田長政に仕えて筑前国福岡に移り住んだが、貞弘は美作国に残り、吉野郡川上村に居住した。
慶長9年（1604年）8月29日に死去。享年63。

## 系譜
- 父：新免貞重（?-?）
- 兄：新免宗貞（1541-1592）
- 正室：戸国駿河守の娘（?-?）[3]
  - 長男：新免貞頼（?-1611） - 通称は「三郎右衛門」[3]。慶長16年3月29日（1611年5月11日）没[3]。
  - 次男：新免重頼（?-?） - 通称は「源太夫」[3]。
  - 三男：新免貞房（?-?） - 通称は「孫三郎」[3]。